# Saxifraga sempervivum
Saxifraga sempervivum là một loài thực vật có hoa trong họ Saxifragaceae. Loài này được K.Koch miêu tả khoa học đầu tiên năm 1846.